# Seniorat tatrzański
Seniorat tatrzański (słow. Tatranský seniorát) – jeden senioratów Dystryktu Wschodniego Ewangelickiego Kościoła Augsburskiego Wyznania na Słowacji z siedzibą w Nowej Wsi Spiskiej. Został utworzony w 1953 roku. Na seniorat składa się 17 zborów z 9 720 członkami.
W jego skład wchodzą zbory: Batyżowce, Biała Spiska, Iliašovce, Kieżmark, Lewocza, Mięguszowce, Nowa Wieś Spiska, Podoliniec, Poprad, Poprad-Matejovce, Poprad-Veľká, Słowiańska Wieś, Spiskie Włochy, Szczyrba, Świt, Švábovce, Wysokie Tatry.